# Zé Neto & Cristiano - Acústico
Acústico é o segundo EP da dupla sertaneja brasileira Zé Neto & Cristiano, lançado no dia 14 de março de 2018. O álbum contém 6 faixas, entre elas o destaque é "Largado às Traças", que foi uma das mais tocadas nas principais rádios de todo o país, alcançando os primeiros lugares nas paradas de sucesso.

## Lista de faixas
| N.º | Título                     | Compositor(es)                                                                                        | Duração |  |
| 1.  | "Largado às Traças"        | André Vox / Philipe Pancadinha / Victor Hugo                                                          | 3:37    |  |
| 2.  | "Bebida na Ferida"         | Waleria Leão / Thiago Alves / Samuel Alves / Jenner Melo / Alex Torricelli                            | 2:45    |  |
| 3.  | "Novela das Nove"          | Carlim Gonçalves / Tiago Carvalho / Dudu Tecla / Danilo Araujo / Helião / Lucas Mendes / Roger        | 2:35    |  |
| 4.  | "Status Que Eu Não Queria" | Hiago Vinícius / Juan Marcus / Juliano Tchula / Emerson Coelho / Natanael Silva                       | 2:29    |  |
| 5.  | "A Gente Continua"         | Everton Matos / Diego Ferrari / Léo Sagga / Ray Antônio / Paulo Pires / Sando Neto / Guilherme Ferraz | 2:16    |  |
| 6.  | "Moça do Espelho"          | Tierry                                                                                                | 2:32    |  |

## Desempenho nas paradas
| Paradas (2018)              | Melhor posição |
| --------------------------- | -------------- |
| Brasil (iTunes Album Chart) | 1              |